# Stratenský kaňon
Stratenský kaňon, w tłumaczeniu na język polski Kanion Strateński – mający postać kanionu odcinek doliny rzeki Hnilec w miejscowości Stratená na Słowacji. Rzeka Hnilec tworzy tutaj przełom między szczytami Duča (1142 m) i Remiaška (1168 m) w Słowackim Raju. Kanion znajduje się obok drogi krajowej nr 67, droga ta jednak biegnie tunelem przebitym pod Ducą, natomiast obok kanionu prowadzi inna, boczna droga mająca swój początek i koniec przy drodze nr 67 (przed tunelem i za tunelem).
Wzdłuż kanionu prowadzi szlak turystyczny oraz ścieżka edukacyjna z przystankami, przy których zamontowano tablice informacyjne w języku słowackim i angielskim. Opisy na tych tablicach podają, że:
- maksymalne przewyższenie = 2 m,
- długość trasy = 1 km,
- czas przejścia = 15 min – 30 min,
- ilość przystanków = 8.

Cały rejon kanionu znajduje się na obszarze Parku Narodowego Słowacki Raj, ponadto objęty jest dodatkową ochroną jako rezerwat Stratená.
Stratenský kaňon wytworzony został w skałach osadowych – dolomitach i wapieniach. Tworzy się nieustannie od okresu miocenu (5-6 milionów lat temu) do dzisiaj. Obecnie rzeka Hnilec na tym odcinku płynie na powierzchni, w przeszłości jednak wielokrotnie płynęła pod ziemią, w jaskiniach. Świadczy o tym mnóstwo drobnych jaskiń w zachodniej części kanionu w tzw. Wielkim Meandrze. Dobrze rozwinięty system jaskiń istnieje wzdłuż biegu Hnilca w najbliższej okolicy. Najbardziej znane z nich to Dobszyńska Jaskinia Lodowa i jaskinia Psie diery wchodzące w skład ogromnego systemu jaskiniowego Jaskini Strateńskiej.
Szlaki turystyczne
  Stratenský kaňon – Havrania skala – Veľké a Malé Zajfy. Czas przejścia: 2.10 h
 ścieżka edukacyjna “Stratenský kaňon”.

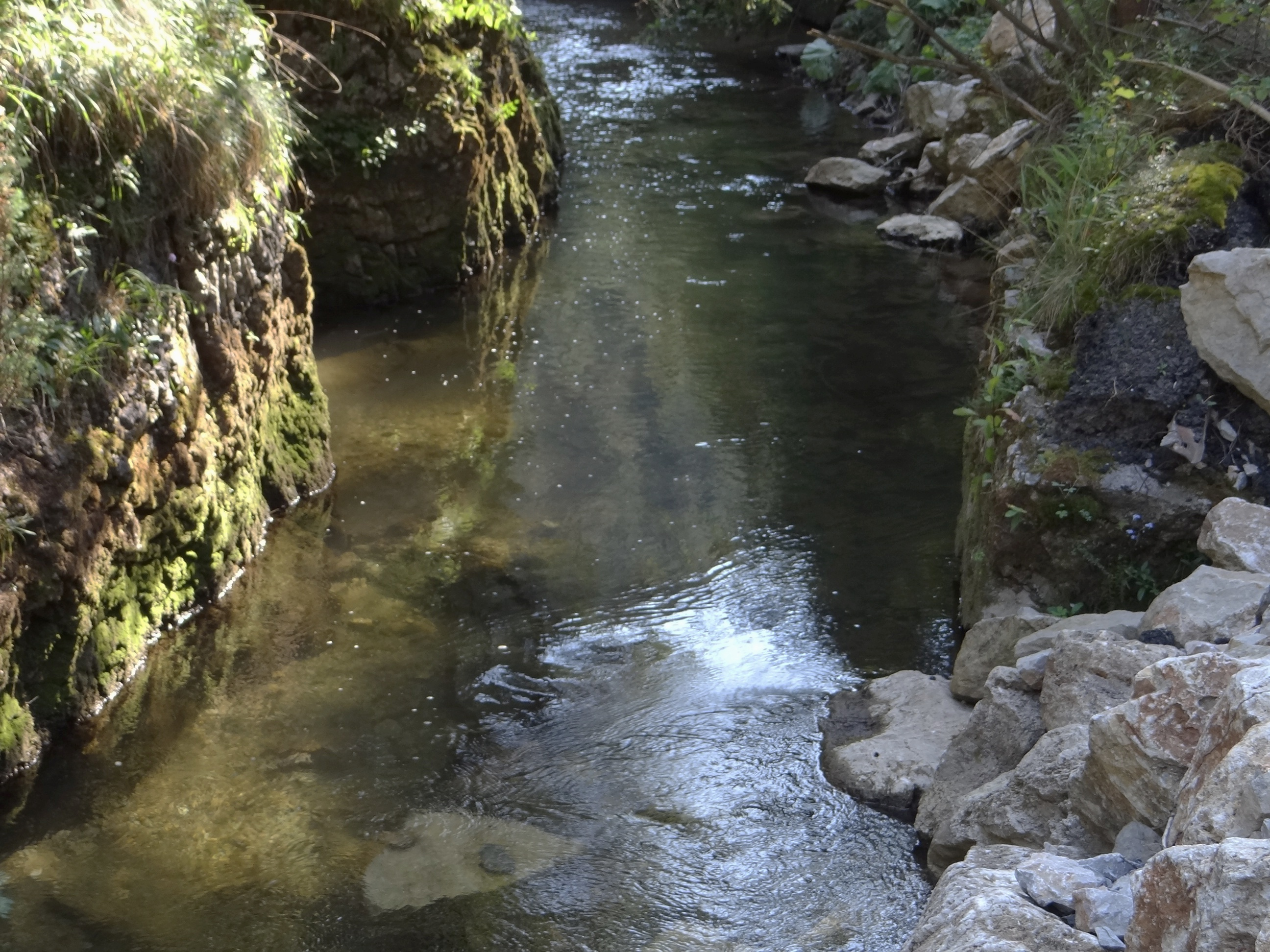
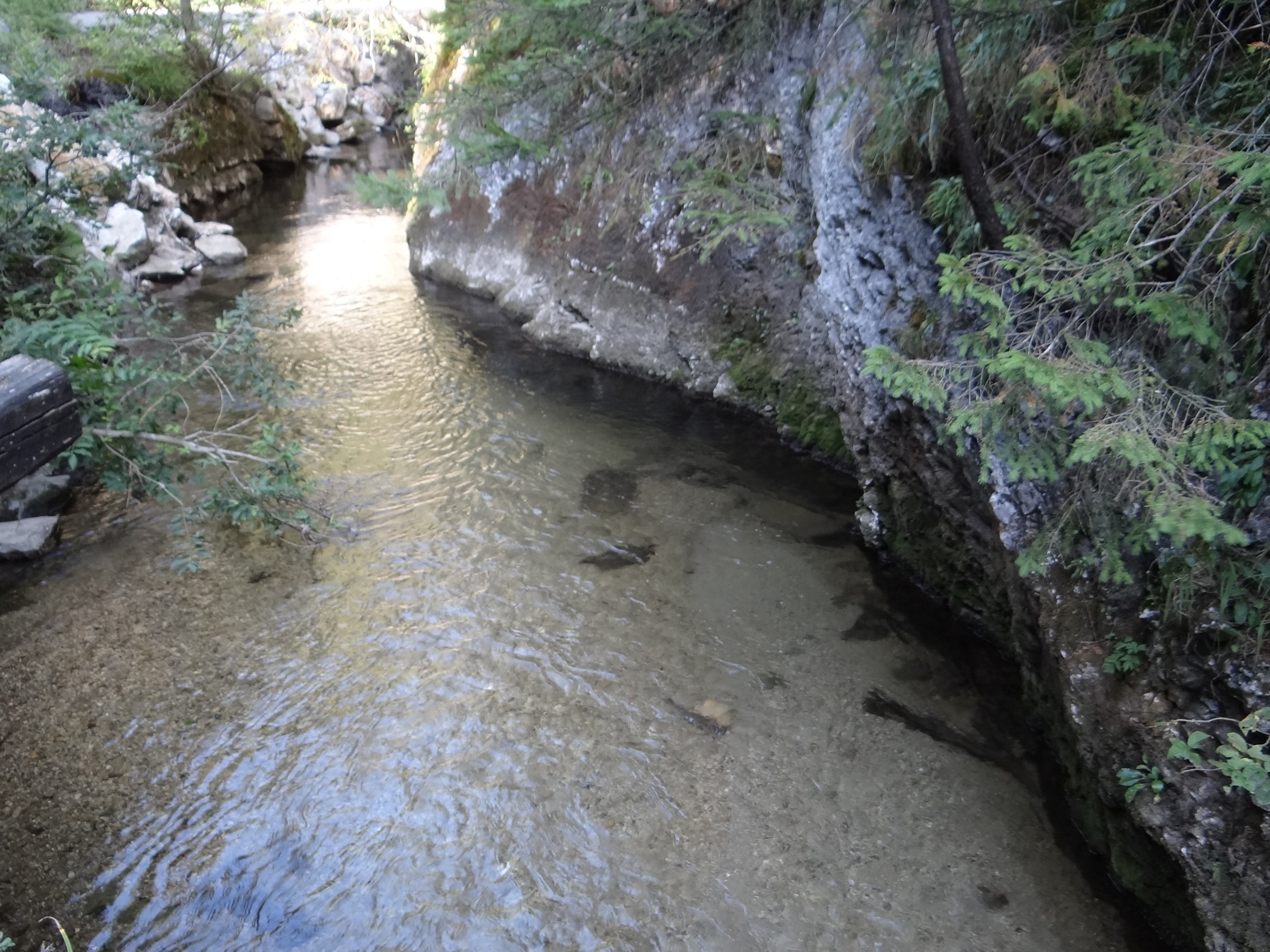
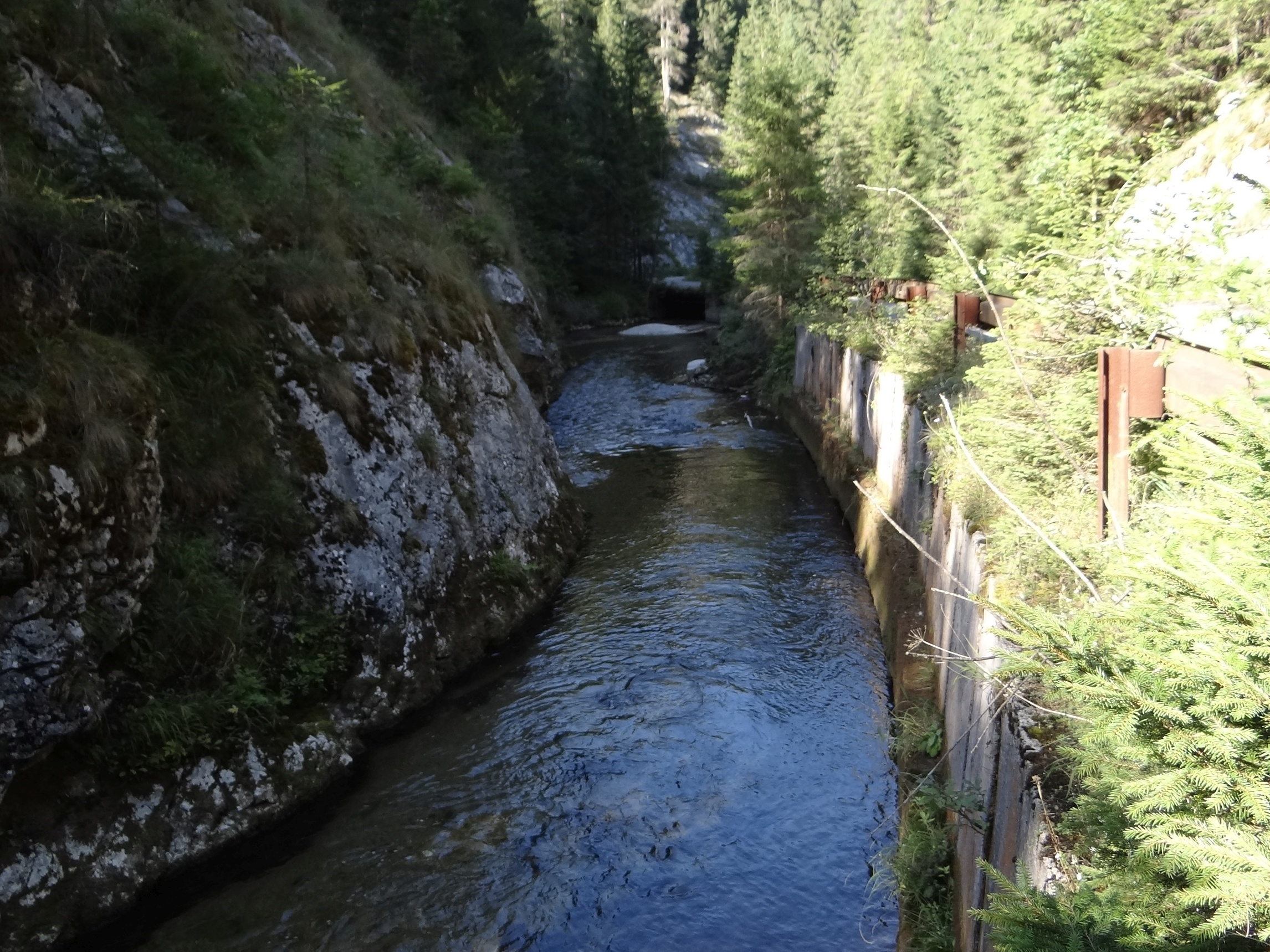
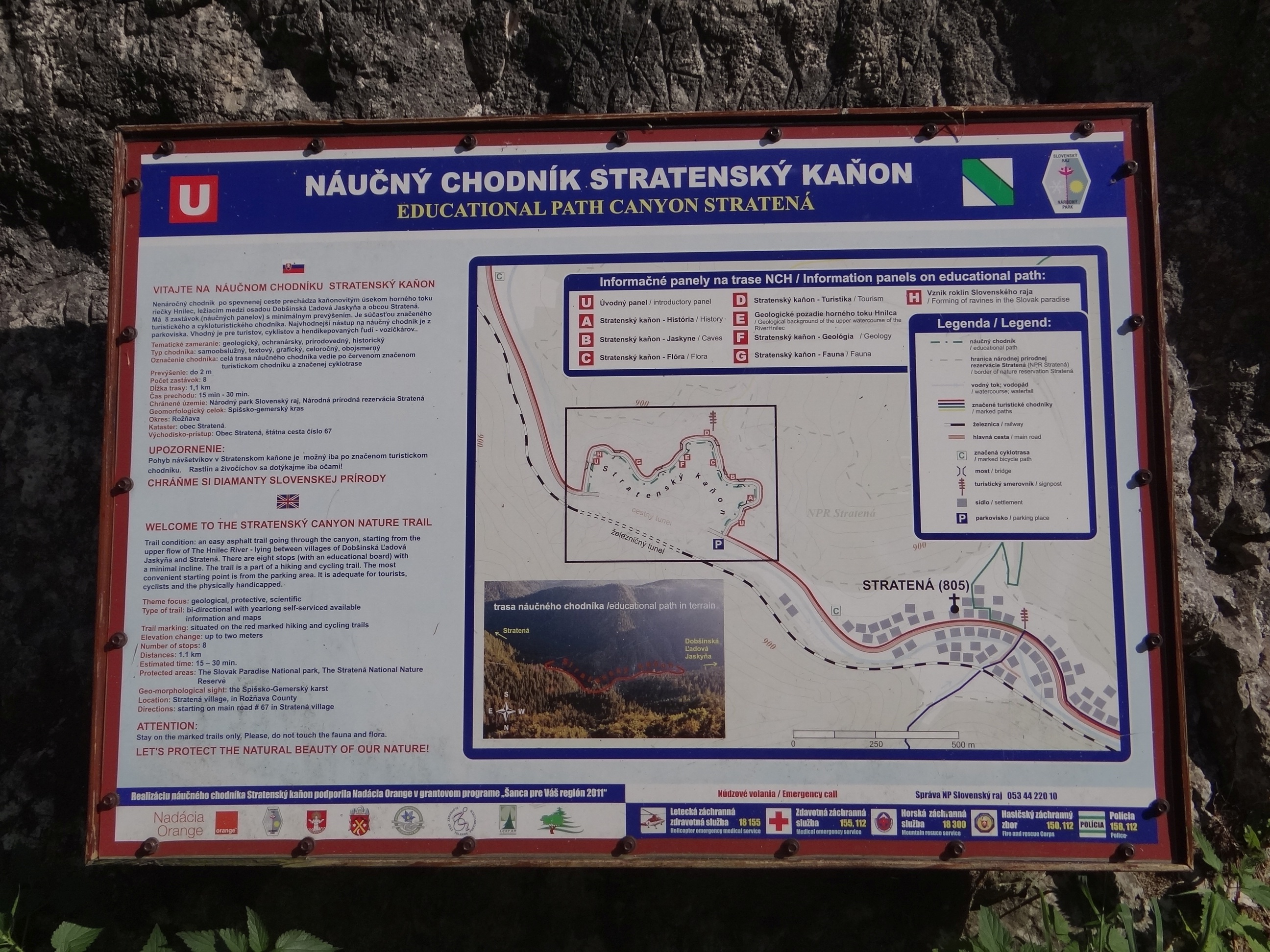

Galeria zdjęć